# Чабда
Чабда́ — река в Якутии, Россия, левый приток Маи. Длина реки — 164 км, площадь водосборного бассейна — 4700 км².
Исток находится на высоте более 400 м над уровня моря, в западной части хребта Дыгды-Сисе, в Усть-Майском районе Якутии, почти на границе с Аяно-Майским районом Хабаровского края. Преимущественно течёт в северо-восточном направлении. Берега участками заболочены, холмистые, покрытые лиственничной тайгой. Впадает в Маю слева, выше впадения У-Юряха, несколькими рукавами на высоте ниже 184 м над уровнем моря. Ширина русла перед устьем — 35 м, глубина — 0,6 м, скорость течения — 0,5 м/с. 

## Основные притоки
Указаны поименованные притоки длиной 20 км и более
| Название        | Расстояние от устья | Длина | Положение |
| --------------- | ------------------- | ----- | --------- |
| Десюмел         | 17                  | 79    | левый     |
| Тенке           | 67                  | 37    | правый    |
| Аттаах-Улугула  | 80                  | 31    | правый    |
| Курунг-Юрях     | 92                  | 24    | левый     |
| Бургала         | 101                 | 54    | левый     |
| Курунг-Улу-Кула | 102                 | 26    | правый    |
| Дяхымди         | 110                 | 26    | правый    |
| Согуру-Бургала  | 120                 | 34    | левый     |

## Данные водного реестра
По данным государственного водного реестра России относится к Ленскому бассейновому округу, речной бассейн реки — Лена, речной подбассейн реки — Алдан, водохозяйственный участок реки — Мая от водомерного поста села Аим до устья.
Код объекта в государственном водном реестре — 18030600612117300037371.